# Słupnica
Słupnica (niem. Stangenwalde) – wieś w Polsce położona w województwie warmińsko-mazurskim, w powiecie nowomiejskim, w gminie Biskupiec na terenie Pojezierza Iławskiego, założona w 1331 roku. Przepływa przez nią rzeka Młynówka (8,4 km) zwana również Strugą Piotrowicką (prawy dopływ Osy).
Sąsiednie wsie: Biskupiec, Piotrowice, Goryń, Mały Podlasek, Podlasek, Babalice, Sędzice.
W latach 1975–1998 miejscowość administracyjnie należała do województwa toruńskiego.
W Słupnicy znajduje się gród późnośredniowieczny oraz cmentarz sekty katolicko-apostolskiej. Na Młynówce zlokalizowane są: jaz i elektrownia.

## Liczba ludności
| Rok  | Liczba mieszkańców |
| ---- | ------------------ |
| 1809 | 210                |
| 1817 | 268                |
| 1831 | 388                |
| 1864 | 725                |
| 1871 | 701                |
| 1885 | 633                |
| 1895 | 602                |
| 1905 | 586                |

## Przyroda
Na terenie miejscowości znajduje się Las Słupnicki. Jest to niewielki kompleks leśny nad rzeką Młynówką, o powierzchni 1,37 ha. Las jest zespołem przyrodniczo-krajobrazowym należącym do Nadleśnictwa Jamy. W lesie znajduje się około 150-letni drzewostan, który tworzą m.in. dąb, jesion, lipa i klon. Las osłania grodzisko późnośredniowieczne.

## Grodzisko
W pobliżu wsi znajduje się grodzisko średniowieczne zbudowane około lat 1280-1310 w czasach panowania Zakonu krzyżackiego. Podstawę grodziska stanowi czworobok z ostro zakończonymi rogami. Grodzisko otoczone jest fosą. Wysokość stożka w stosunku do dna fosy wynosi 7-8 metrów. Od strony południowo-wschodniej występują dwa wały. Dziś obiekt mocno zarośnięty drzewami, jednak wały są dobrze czytelne. Gród użytkowany jeszcze w XVII wieku. Obiekt został 20 listopada 1968 roku wpisany do rejestru zabytków archeologicznych województwa warmińsko-mazurskiego.